# Twin Peaks (San Francisco)

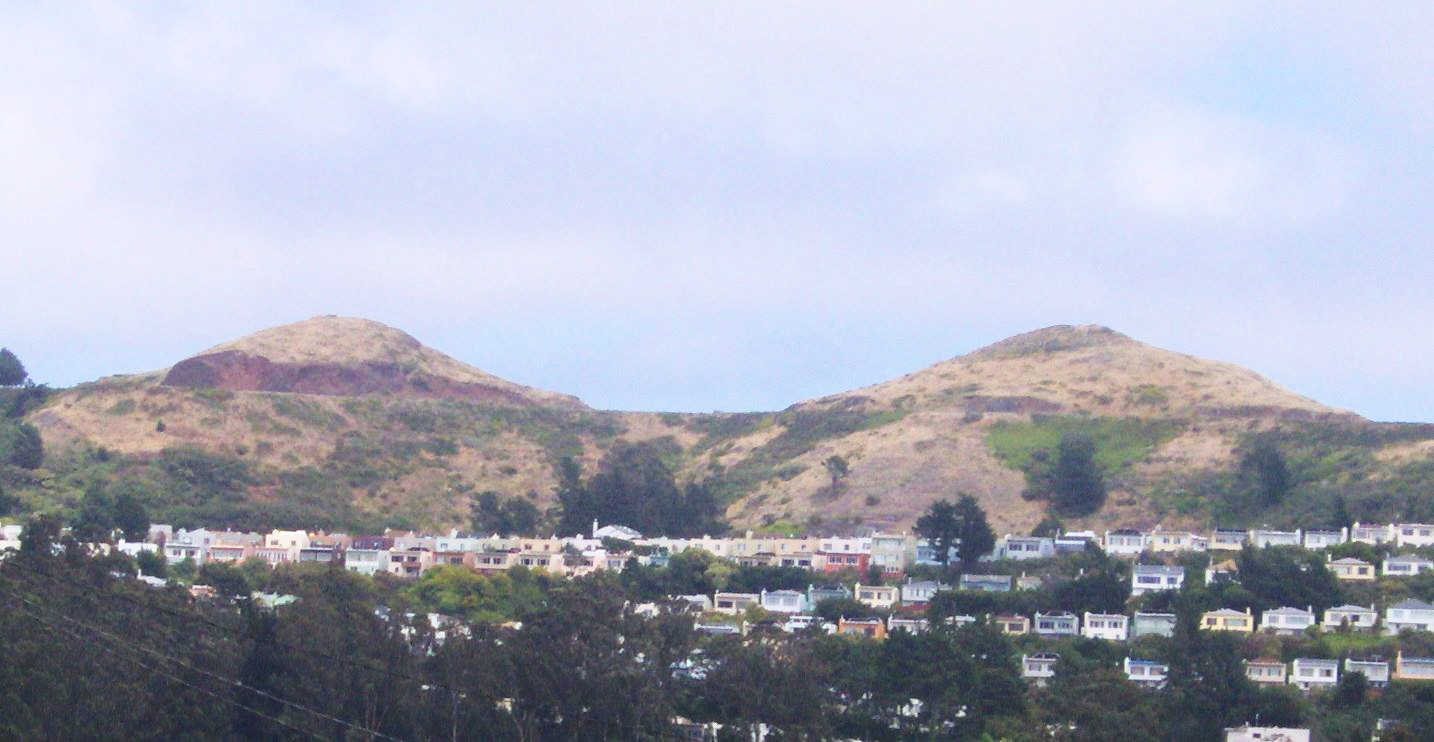
Die Twin Peaks

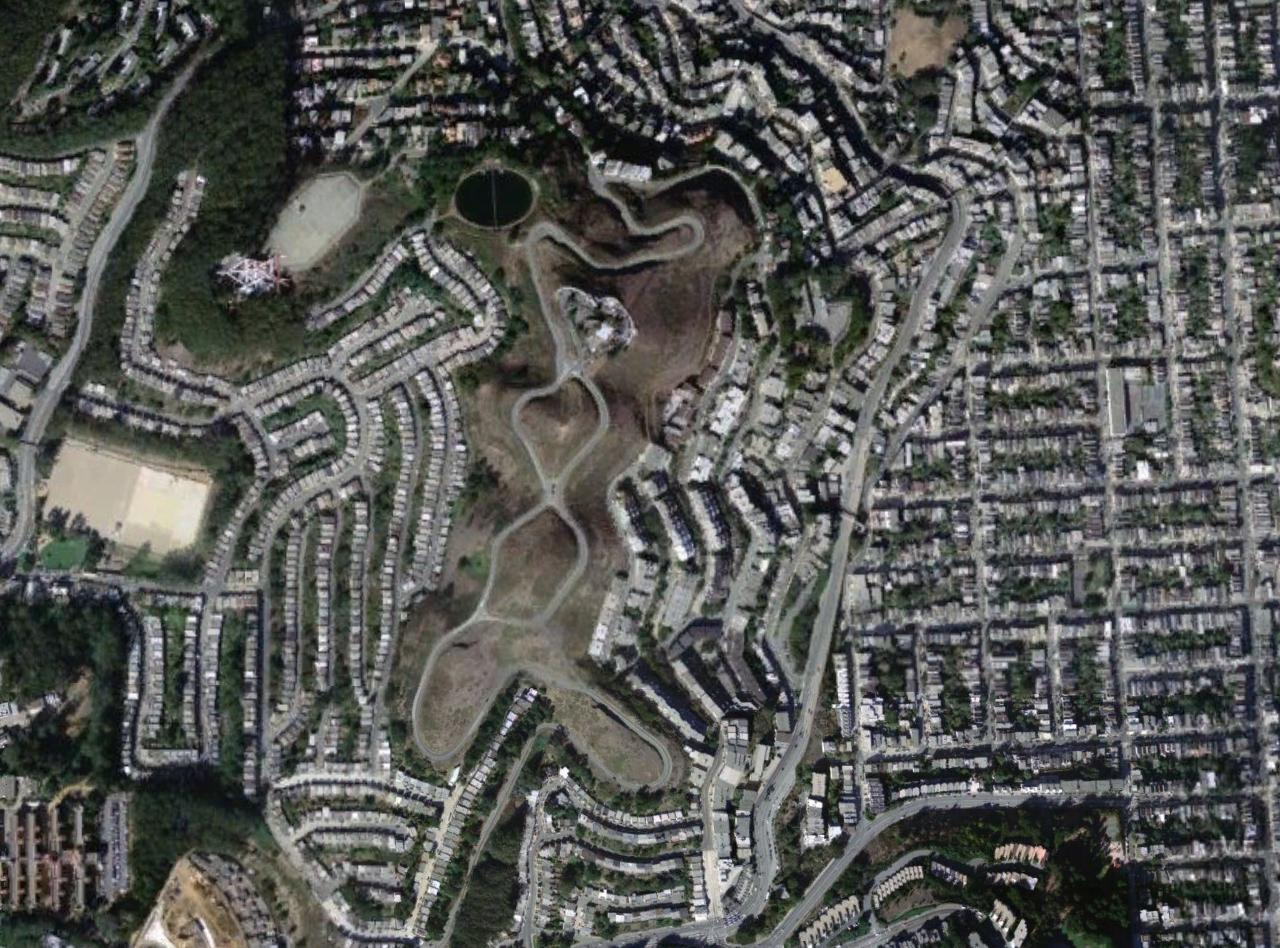
Luftaufnahme der Twin Peaks

Die Twin Peaks (dt.: Zwillingsgipfel) sind zwei Hügel in San Francisco im US-Bundesstaat Kalifornien. Mit einer Höhe von 276 m (nördlicher Gipfel) und 277 m (südlicher Gipfel) stellen sie nach dem Mount Davidson die zweithöchsten natürlichen Erhebungen San Franciscos dar.
Sie befinden sich in einem Naturpark, der Twin Peaks Natural Area. Zu den beiden Gipfeln führt der Twin Peaks Boulevard, an dem auf der Nordseite der Hügel ein Parkplatz mit Aussichtspunkt (Christmas Tree Point, deutsch Weihnachtsbaumpunkt) liegt, der einen schönen Ausblick über die Stadt San Francisco bietet.
Die spanischen Eroberer und die ersten Siedler nannten die beiden Hügel „Los Pechos de la Chola“, was in etwa bedeutet „die Brüste des Indianermädchens“.
Der Name Twin Peaks wird auch für das Stadtviertel verwendet, das sich rund um die Hügel ausbreitet.

## Weblink
Koordinaten: 37° 45′ N, 122° 27′ W